# Головский (Кумылженский район)
Головский —  хутор  в Кумылженском районе Волгоградской области России. Входит в состав  Кумылженского сельского поселения. Население 16 чел. (2010).

## История
В соответствии с Законом Волгоградской области от 14 февраля 2005 года № 1006-ОД «Об установлении границ и наделении статусом Кумылженского района и Муниципальных образований в его составе» хутор вошёл в состав образованного Кумылженского сельского поселения.

## География
Расположен в  западной части региона, в лесостепи, в пределах Хопёрско-Бузулукской равнины, являющейся южным окончанием Окско-Донской низменности, у р. Кумылга.
Уличная сеть не развита. 
Абсолютная высота 63  метра над уровнем моря.

## Население
| 2010 |
| ---- |
| 16   |

Гендерный состав
По данным Всероссийской переписи населения 2010 года в гендерной структуре населения из 16 человек мужчин — 9, женщин — 7 (56,3 и 43,7 % соответственно).
Национальный состав
Согласно результатам переписи 2002 года, в национальной структуре населения
русские составляли 85 % из общей численности населения в 20 чел. .

## Инфраструктура
Личное подсобное хозяйство.

## Транспорт
Просёлочные дороги. 